# Harry Svendsen
Sigur Harry Svendsen Aspestrand (Strömstad, 2 gennaio 1895 – Oslo, 20 gennaio 1960) è stato un nuotatore norvegese, specializzato negli stili dorso e libero.

## Biografia
La sua squadra di club fu l'Oslo Kappsvømmingsklubb.
Rappresentò la Norvegia ai Giochi olimpici estivi di Stoccolma 1912, dove fu eliminato in batteria nei 100 m dorso. Fu iscritto anche ai 400 m stile libero, ma non scesa in acqua.